# Czarniecka Góra
Czarniecka Góra is een plaats in het Poolse district  Konecki, woiwodschap Święty Krzyż. De plaats maakt deel uit van de gemeente Stąporków en telt 530 inwoners.

## Verkeer en vervoer
- Station Czarniecka Góra